# Vicente García Julbe
Vicente García Julbe   (Vinaròs, 15 d'agost de 1903 - Vinaròs, 28 d'agost de 1997) va ser un mestre de capella, compositor, director de cor i musicòleg valencià. Va contribuir a sintetitzar les directrius del papa Pius X i del moviment cecilià sobre la música litúrgica amb els corrents més innovadores i contemporànies del segle XX.

## Biografia
Era fill de Vicente García Miralles i Consuelo Julbe Comes. Va començar els seus estudis musicals amb vuit anys a l'Acadèmia de la Música del Círculo Católico de Vinaròs. Allí va estudiar solfeig i violí amb el Reverend Antolí. Amb onze anys entra al Seminari de Tortosa, on estudiaria amb José María Peris Polo, qui al seu torn va ser alumne de Felip Pedrell. Més endavant, completa els seus estudis amb Vicente Ripollés i Josep Cumelles Ribó.
L'any 1928 es presenta a les oposicions per a mestre de capella de la Catedral de Tarragona. Es van presentar cinc candidats, i García Julbe va quedar en segona posició, per darrere del mossén Francesc Tàpies. No obstant això, el mossén Tàpies, en acceptar el càrrec a Tarragona, va deixar vacant la plaça de mestre de capella a la Catedral de Lugo, on havia exercit des de 1920. García Julbe es presenta a aquesta vacant i la guanya, de manera que es va traslladar a aquesta ciutat gallega. Allí es va fer càrrec tant de la música de la catedral com del Seminari de Lugo, on va fundar una Schola Cantorum i va ensenyar cant gregorià. En aquells anys col·labora amb el compositor Gustavo Freire per a compondre una sarsuela en gallec anomenada Non chores, Sabeliña.
L'any 1942 es trasllada, també per oposició, a la Catedral de Lleida, on només estarà durant dos anys. L'any 1944 passa a ocupar la plaça de director de la Capella del Col·legi del Corpus Christi del Patriarca, a València. Allí començarà a investigar les partitures dels fons musicals del segle xvi, presents a la capella. Va transcriure i publicar les Danses del Corpus de Joan Baptista Comes, publicant-les l'any 1952, i després les Villanescas de Francisco Guerrero, publicant-les en dos volums l'any 1955 i 1957, respectivament. Ambdues col·leccions van ser publicades per l'Institut Espanyol de Musicologia.
L'any 1949 va ser nomenat, per Butlla Pontifícia del papa Pius XII, Canonge Prefecte de Música Sagrada de la Catedral de Tortosa. Allí imparteix docència en la Càtedra de Teologia Dogmàtica, a més de classes de música, piano i cant gregorià al Seminari de Tortosa. En aquells anys la seua producció musical va ser prolífica.
L'any 1960, amb motiu de l'arribada de la Relíquia de Sant Sebastià a Vinaròs, va estrenar la Missa Jubilaris, per a sis veus i orgue, interpretada per la Coral del Seminari de Tortosa. A partir de 1972 es va dedicar a la transcripció de la polifonia jacobea del segle XVII de la Catedral de Santiago de Compostel·la.
Una vegada jubilat, va romandre la resta de la seua vida a la seua ciutat natal. L'any 1984 va rebre homenatges tant a Vinaròs com a Tortosa, en els que va participar la Coral Vicente Ripollés de Castelló, la qual havia adoptat el nom de qui va ser el seu mestre Vicente Ripollés, i la Coral García Julbe de Vinaròs, la qual va adoptar el seu nom en el seu honor. L'any 1987 va rebre també un homenatge a Vila-real, on dirigia cada any des de 1944 la Missa del Roser, de Lluís Romeu. L'any 1988, l'Ajuntament de Vinaròs li va dedicar un carrer.
Vicente García Julbe va morir el 28 d'agost de 1997, a l'edat de noranta-quatre anys. El seu funeral es va realitzar a l'església Arxiprestal de Vinaròs. L'arxiu de la Catedral de Lugo conserva unes trenta composicions musicals de García Julbe.

## Obres[calcitació]

### Composicions musicals

#### Obra religiosa
| Nom                                  | Gènere                  | Veus                      | Any de composicó |
| ------------------------------------ | ----------------------- | ------------------------- | ---------------- |
| Cantus paschalis                     | Al·leluia               | 4 veus                    | Sense data       |
| Alleluya Psallite                    | Al·leluia               | 4 veus                    | ca. 1933         |
| Alleluya Solemnitas                  | Al·leluia               | 4 veus                    | 1946             |
| Alleluia tota pulchra                | Al·leluia               | 4 veus i orgue            | Sense data       |
| Dextera Domini                       | Ofertori                | 4 veus                    | 1946             |
| Ofertorio                            | Ofertori                | 4 veus                    | Sense data       |
| Ofertorio de la Misa de un Martir    | Ofertori                | 4 veus i orgue            | 1959             |
| Sacerdotes Domini                    | Ofertori                | 4 veus                    | 1946             |
| Ofertorio para la Virgen del Rosario | Ofertori                | 3 veus i orgue            | 1946             |
| Justus ut palma                      | Ofertori                | 4 veus                    | 1950             |
| Misa en Sib                          | Missa                   | 3 veus i orgue            | ca.1936          |
| Misa Fons Bonitatis                  | Missa                   | 3 veus i orgue            | ca.1933          |
| Misa In laudibus                     | Missa                   | 4 veus, baix i orgue      | 1950             |
| Misa jubilaris                       | Missa                   | 6 veus i orgue            | 1959             |
| Betaus Vir                           | Salm                    | 4 veus                    | Sense data       |
| Salmo 150                            | Salm                    | 4 veus i orgue            | 1950             |
| Laudate                              | Salm                    | 4 veus, orquestra i orgue | 1928             |
| Miserere en fa                       | Salm                    | 4 veus                    | ca.1930          |
| Miserere en FA                       | Salm                    | 4 veus                    | 1943             |
| Salmo 49                             | Salm                    | 4 veus i orgue            | 1961             |
| Salmo 46                             | Salm                    | 4 veus i orgue            | 1961             |
| Salmo 99                             | Salm                    | 3 veus i orgue            | 1960             |
| Salmo 18                             | Salm                    | 3 veus i orgue            | 1960             |
| Magnificat en mi                     | Víspera                 | 4 veus                    | Sense data       |
| Magnificat en Mib                    | Víspera                 | 4 veus i orgue            | 1950             |
| Vexilla regis                        | Himne                   | 3 veus                    | Sense data       |
| Crux fidelis                         | Himne                   | 3 veus                    | Sense data       |
| Genitori                             | Himne                   | 4 veus                    | ca.1939          |
| Gloria laus                          | Himne                   | 4 veus                    | Sense data       |
| Pange lingua                         | Himne                   | 4 veus                    | Sense data       |
| Te Deum Laudamus                     | Himne                   | 4 veus                    | 1951             |
| Te Deum                              | Himne                   | 4 veus i orgue            | 1962             |
| Himno a San Luis Gonzague            | Himne                   | Cor homofònic i orgue     | Sense data       |
| Caenantibus Illis                    | Responsori              | 4 veus i baríton solista  | Sense data       |
| Plange                               | Responsori              | 4 veus                    | Sense data       |
| Tríptico responsorial                | Responsori              | 6 veus                    | 1984             |
| ¡María Salve!                        | Motet                   | 4 veus                    | Sense data       |
| Bone pastor                          | Motet                   | 4 veus                    | Sense data       |
| Ego sum panis                        | Motet                   | 3 veus, orquestra i orgue | 1932             |
| O salutaris                          | Motet                   | 4 veus                    | Sense data       |
| Sacerdos et pontifex                 | Motet                   | 4 veus                    | 1946             |
| Tota pulcra                          | Motet                   | 6 veus                    | 1954             |
| A creer debemos                      | Motet                   | 4 veus                    | 1954             |
| Misterior gloriosos                  | Motet                   | 3 veus i orgue            | Sense data       |
| Jesús amante                         | Motet                   | 3 veus, orquestra i orgue | 1929             |
| Toda hermosura                       | Motet                   | 3 veus i orgue            | Sense data       |
| Lamentationes                        | Altres obres religioses | 4 veus                    | Sense data       |
| Benedictus                           | Altres obres religioses | 4 veus                    | ca.1930          |
| Nona                                 | Altres obres religioses | 4 veus i orgue            | Sense data       |
| Tu es sacerdos                       | Altres obres religioses | 4 veus                    | Sense data       |
| In dedicatione ecclesiae             | Altres obres religioses | 4 veus i orgue            | 1955             |
| Oremus                               | Altres obres religioses | 6 veus                    | 1962             |
| Tantum ergo en Mib                   | Altres obres religioses | 4 veus                    | Sense data       |
| Tantum ergo en fa                    | Altres obres religioses | 3 veus i orquestra        | Sense data       |
| Tantum ergo en FA                    | Altres obres religioses | 2 veus                    | Sense data       |
| Tu es Petrus en Mib                  | Altres obres religioses | 4 veus                    | 1942             |
| Tu es Petrus en LA                   | Altres obres religioses | 4 veus i piano            | 1956             |
| Tres Ave Marías                      | Altres obres religioses | 3 i 4 veus i orgue        | Sense data       |
| A la virgen de los dolores           | Altres obres religioses | 3 veus i orgue            | 1936             |
| Oración                              | Altres obres religioses | Soprano i orgue           | Sense data       |
| Coronilla sacerdotal                 | Altres obres religioses | Veu solista, cor i orgue  | Sense data       |
| Cant d'entrada "poble"               | Altres obres religioses | 4 veus i orgue            | 1988             |
| Descanse en pau                      | Altres obres religioses | 8 veus                    | 1993             |
| Doneunos la pau                      | Altres obres religioses | 8 veus                    | 1993             |
| Goigos a la Verge del Lledó          | Altres obres religioses | 4 veus                    | Sense data       |

#### Obres conservades a la Catedral de Lugo[5]
| Nom                  | Veus           | Any de composició      |
| -------------------- | -------------- | ---------------------- |
| Missa Fons bonitatis | 3 veus i orgue | ca.1933                |
| Ego sum panis        | 3 veus i orgue | Abril de 1932          |
| Ego sum panis        | Tenor i orgue  | Sense data             |
| Jardín es mi pecho   | Veu i orgue    | 7 d''octubre de 1932   |
| Véante mis ojos      | Veu i orgue    | 7 d'octubre de 1932    |
| Cenantibus illis     | 4 veus         | 1 de maig de 1943      |
| Genitori             | 4 veus         | Sense data             |
| Tu es Petrus         | 4 veus         | 1942                   |
| Tota pulchra         | 4 veus         | Sense data             |
| Villancico           | 4 veus         | 11 de desembre de 1940 |
| Cantus paschalis     | 4 veus         | ca. 1939               |
| Genitori             | 4 veus         | Sense data             |

#### Obra profana
| Nom            | Veus              | Any de composició |
| -------------- | ----------------- | ----------------- |
| Cançó de Gener | 4 veus            | ca.1983           |
| Carmeleta      | 4 veus            | 1983              |
| Nadala         | 4 veus i narrador | ca.1989           |
| El pont romà   | 4 veus            | ca.1985           |
| La vall meua   | 4 veus            | ca.1985           |

#### Obres perdudes
| Nom                  | Veus           | Any de composició |
| -------------------- | -------------- | ----------------- |
| Christus vincit      | 4 veus         | ca.1943           |
| Primera lamentación  | 4 veus         | ca.1930           |
| Himno a San Tarsicio |                | ca.1930           |
| O sacramentum        | 5 veus         | ca.1939           |
| Estrella hermosa     | 3 veus         | ca.1943           |
| Misa Paschalis       |                | ca.1943           |
| Caesarea Philippi    | 4 veus i orgue | ca.1958           |
| Te Deum              |                | 1946              |

### Harmonitzacions de cançons populars
| Nom                        | Veus                 | Any d'arranjament |
| -------------------------- | -------------------- | ----------------- |
| A la chúmbala              | 3 veus               | 1994              |
| A la serra de l'ermita     | 4 veus               | Sense data        |
| Les camaraes               | 4 veus               | 1988              |
| El desembre congelat       | 4 veus               | 1952              |
| En esta replaceta          | 4 veus               | 1994              |
| Nadal                      | Veu i piano          | 1953              |
| No me l'encendràs          | 4 veus               | Sense data        |
| Cançó vinarossenca de bres | 3 veus               | Sense data        |
| Cançó de batre             | 4 veus i baríton     | ca.1950           |
| L'infant nat               | 4 veus               | 1943              |
| Ay la la                   | 3 veus i solista     | 1951              |
| Canto del pandeiro         | 4 veus               | Sense data        |
| Fala de ban baixo          | 4 veus i solista     | 1952              |
| Molinera                   | 4 veus               | ca.1951           |
| Don bueso                  | 4 veus               | ca.1954           |
| De los álamos              | 4 veus               | Sense data        |
| El calangrejo              | 3 veus               | Sense data        |
| Ah de la centinela         | 8 veus, baix i piano | Sense data        |
| Jotilla de Vinaròs         | 4 veus               | ca.1992           |
| Morito pititón             | 4 veus               | Sense data        |
| Bolero de Vinaròs          | 4 veus               | 1988              |
| Tres hojitas madre         | 3 veus               | Sense data        |

### Obra musicològica
| Nom | Editorial                                   | Any de publicació |
| --- | ------------------------------------------- | ----------------- |
| Maestros Españoles del Siglo de Oro de la Polifonía Vocal. Colección de las principales obras de nuestros Polifonistas clásicos, transcritas a notación moderna por Vicente García Julbe, Maestro de Capilla del Real Colegio de Corpus Christi (Patriarca), de Valencia. (1 vol.) Motetes para los distintos tiempos litúrgicos y festividades del Señor. Apéndice de Villanescas eucarísticas de maestro Francisco Guerrero | Ediciones Corups Christi, València          | 1984              |
| Juan Bautista Comes. Danzas del Santísimo Corpus Christi | Institució Alfonso el Magnànim, València    | 1952              |
| Francisco Guerrero (1528-1599). Opera Omnia. Vol. I. Canciones y Villanescas espirituales (Venecia, 1589). Primera parte, a 5 voces. | Instituto Español de Musicología, Barcelona | 1955              |
| Francisco Guerrero (1528-1599). Opera Omnia. Vol. II. Canciones y Villanescas espirituales (Venecia, 1589). Segunda parte, a 4 y a 3 voces. | Instituto Español de Musicología, Barcelona | 1957              |
| La Polifonía Jacobea. Los villancicos al Apóstol de José de Vaquedano | Junta de Galicia, Santiago de Compostel·la  | 2002              |
| Las transcripciones de música barroca dedicadas a la Virgen de la Cinta y de Joseph Escorihuela | Arxiu de la Catedral de Tortosa             | Inèdit            |